# Gyöngyösi Zoltán
Gyöngyösi Zoltán (Debrecen, 1991. december 22. –) magyar színművész.

## Életpályája
2012-ben az Ady Endre Gimnáziumban érettségizett. 2012–2017 között a Színház- és Filmművészeti Egyetem hallgatója volt. 2017–2018 között a Szegedi Nemzeti Színház tagja volt. 2018-tól a Vígszínház színművésze. A Sztalker Csoport oszlopos tagja.

## Fontosabb színházi szerepei
- Jacques Prévert – Kovács Adrián – Vecsei H. Miklós – ifj. Vidnyánszky Attila: Szerelmek városa (Báptiszt) – 2021
- Friedrich Dürrenmatt: Az öreg hölgy látogatása (Schuster, harmadik polgár) – 2020
- J. M. Synge: A nyugat császára (Shawn) – 2020
- Presser Gábor – Sztevanovity Dusán – Horváth Péter: A padlás – Üteg
- Szirmai Albert – Bakonyi Károly – Gábor Andor: Mágnás Miska (Zsorzs) – 2019
- Bertolt Brecht: Baal (Úr; Hivatalsegéd; Kocsmáros; Sápadt lány barátja; Watzmann; Pesti Színház, 2019)
- Dés László – Geszti Péter – Grecsó Krisztián: A Pál utcai fiúk (Csónakos) – 2019/2020
- F. Scott Fitzgerald – Kovács Adrián – Vecsei H. Miklós – ifj. Vidnyánszky Attila: A nagy Gatsby (George Wilson) – 2018/2019
- Charlie Chaplin: A diktátor (Spook/Wagner/Parancsnok/Kibitzen) – 2018
- Ifj. Vidnyánszky Attila – Molnár Ferenc: Liliom (Első detektív) – 2018/2019
- William Shakespeare: Lóvátett lovagok (Lüke, rendőr) – 2017
- Vecsei H. Miklós: Kinek Az Ég Alatt Már Senkije Sincsen (Arany Szomszédja, Szákfy József, Arany János) – 2017/2018
- Eisemann Mihály – Harsányi Zsolt – Zágon István: XIV. René (Alfonz Herceg, János Herceg Fia) – 2017/2018
- Térey János – Papp András: Kazamaták (Tilinkó Árpád) – 2017/2018
- William Shakespeare: János király (Plantagenet  János, Anglia királya) – 2017/2018
- Németh Ákos: Tél (Bőrfejű) – 2017/2018
- William Shakespeare: III. Richárd (Ll. Gyilkos , Ll. Gyilkos ) – 2016/2017
- Vecsei H. Miklós – Mihail Bulgakov: Iván, A Rettenet (Regős, Pjotr Puszta, Házmestertanonc) – 2016/2017
- Carlo Gozzi: Turandot (Brigella) – 2016/2017
- Carlo Collodi – Litvai Nelli: Pinokkió (Csendőr, Gazda, Léghajós) – 2015/2016
- Agatha Christie: Váratlan vendég (Jan Warwick) – 2015/2016
- William Shakespeare: Szentivánéji álom (Zoló, Piramus) – 2015/2016
- Szigligeti Ede – Vecsei H. Miklós – Kovács Adrián: Liliomfi (Kányai, Fogadós) – 2015/2016
- Anton Pavlovics Csehov: Sirály (Szereplő) – 2015/2016

## Filmes és televíziós szerepei
- Ketten Párizs ellen (2015)
- Szerdai gyerek (2015) ...Zoló
- Aranyélet (2016) ...Ügyvéd
- Tóth János (2017–2018) ...Srác
- Egynyári kaland (2019) ...Gyuri
- A tanár (2018) ...Palkó
- Mellékhatás (2020) ...Patex
- Egyszer volt Budán Bödör Gáspár (2020) ...Benzinkutas
- Marsra magyar! (2023—2024) ...Makk Mátyás
- 1968 – Egy szerelem rekonstrukciója (2024)
- Ma este gyilkolunk (2024)

## Díjai, elismerései
- Legjobb 30 év alatti férfi színész díja:  POSZT (2017)
- A kiscsillag is csillag díj (2020)
- Junior Prima díj (2021)[12]
- Ruttkai Éva-emlékgyűrű (2021)[13]